# Piscataqua River
Der Piscataqua River ist ein 19 km langes Ästuar im Nordosten der Vereinigten Staaten. 
Gebildet wird er durch den Zusammenfluss von Cocheco River und Salmon Falls River östlich von Dover. Im ersten Drittel verläuft er in südlicher Richtung  und wendet sich dann nach Südosten. Die Mündung in den Atlantik liegt östlich von Portsmouth. Auf der gesamten Länge bildet der Piscataqua River die Grenze zwischen Maine und New Hampshire. Nach Süden hin ist der Piscataqua River mit der Great Bay verbunden, in welche mehrere Flüsse münden: Lamprey River, Bellamy River und Squamscott River.